# Brama Karowa w Gdańsku
Brama Karowa (niem. Karrentor) – niezachowana średniowieczna brama miejska Starego Przedmieścia w Gdańsku. W XVI wieku przebudowana w również niezachowany Bastion Karowy (zwany także Wozowym), pierwszy z wielu podobnych obiektów, jakimi obwarowano Gdańsk.

## Brama Miejska
W 1462 r. wzniesiono Bramę Karową, zwaną także Bramą Taczkarzy. Znajdowała się na dzisiejszym zachodnim krańcu ulicy Podwale Przedmiejskie, wówczas na styku obwarowań Głównego Miasta i Starego Przedmieścia, na które prowadziła. Była to ceglana, wysoka, gotycka budowla w formie dwóch zaokrąglonych wież, połączonych bramą. Ostatnia kondygnacja miała formę szachulcowych machikuł. Brama była poprzedzona fosą i zwieńczona strzelistym dachem.
Brama została częściowo rozebrana, a jej pozostałości zasypane ziemią w związku z pracami fortyfikacyjnymi, prowadzonymi w latach 1565-1571 przez budowniczego miejskiego Hansa Kramera, których efektem było powstanie Bastionu Karowego. Funkcję Bramy Karowej przejęła zbudowana w tamtym okresie Brama Wyżynna, położna nieco dalej na północ.

## Bastion Karowy
Bastion typu nowowłoskiego w formie ziemnego nasypu, usypany do 1571 r. przed Bramą Karową, której pozostałości znalazły się wewnątrz budowli i służyły odtąd jako magazyn prochowy. Od zewnątrz otoczony niskim murem ze strzelnicami. Posiadał kazamaty dla artylerii, do których prowadziły chodniki. Był to pierwszy z kilkunastu nowożytnych bastionów, jakimi obwarowano Gdańsk. Bastion połączony był od północy kurtyną z Bramą Wyżynną, a od południa z Bastionem Kot. Posiadał nadszaniec. Rozebrany w latach 1895-96, a wraz z nim relikty Bramy Karowej. W miejscu Bastionu Karowego zbudowano w latach 1902-1905 Budynek Prezydium Policji, istniejący do dziś

## Galeria

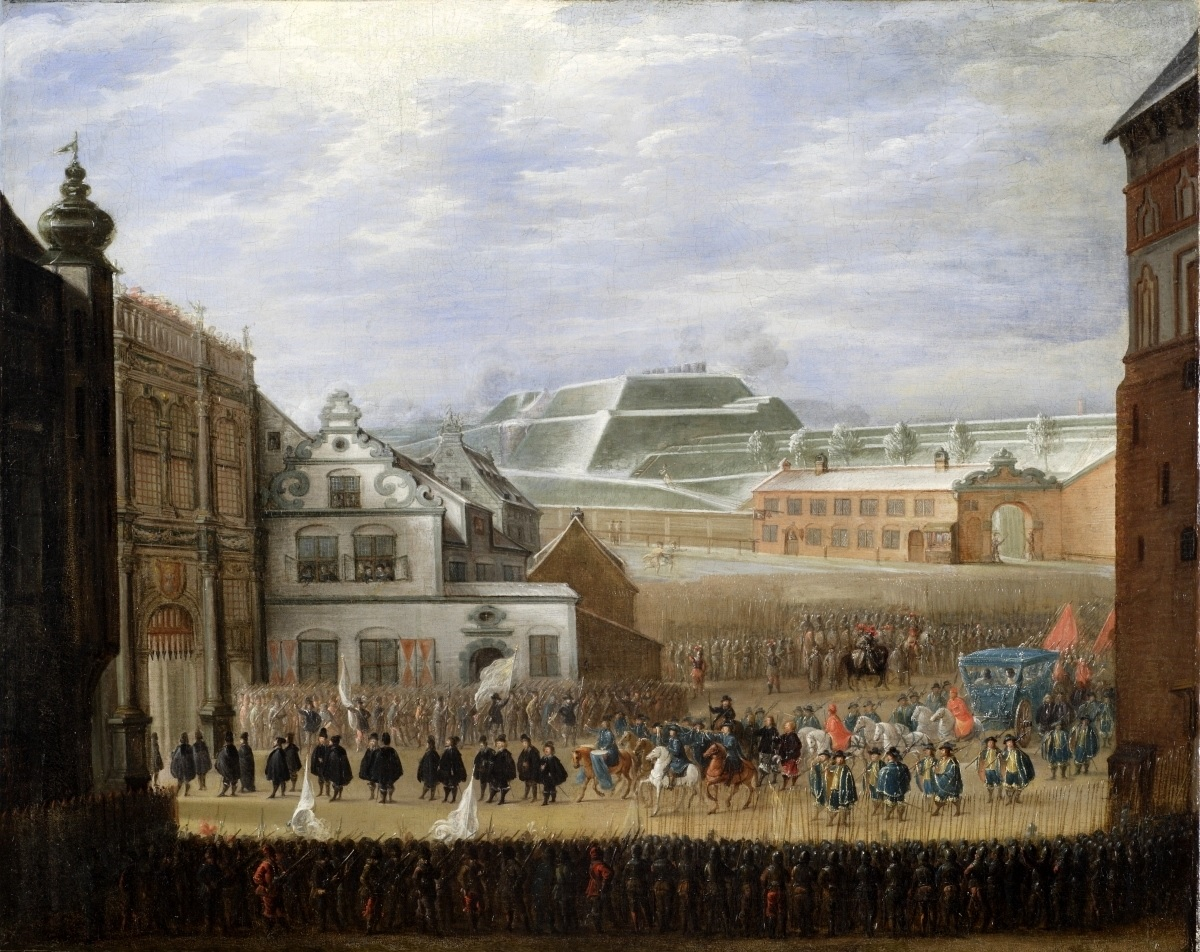
Bastion Karowy na obrazie „Wjazd Marii Ludwiki do Gdańska”
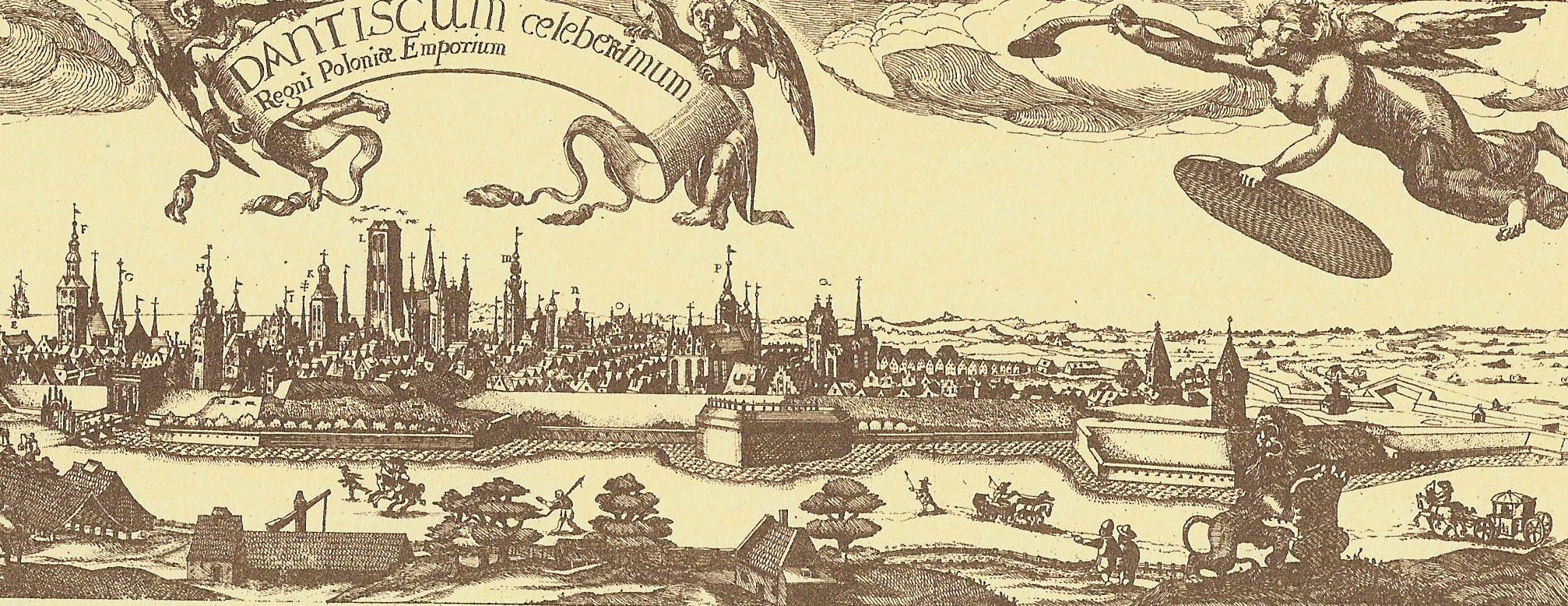
Bastion Karowy (pierwszy z lewej, obok Bramy Wyżynnej)
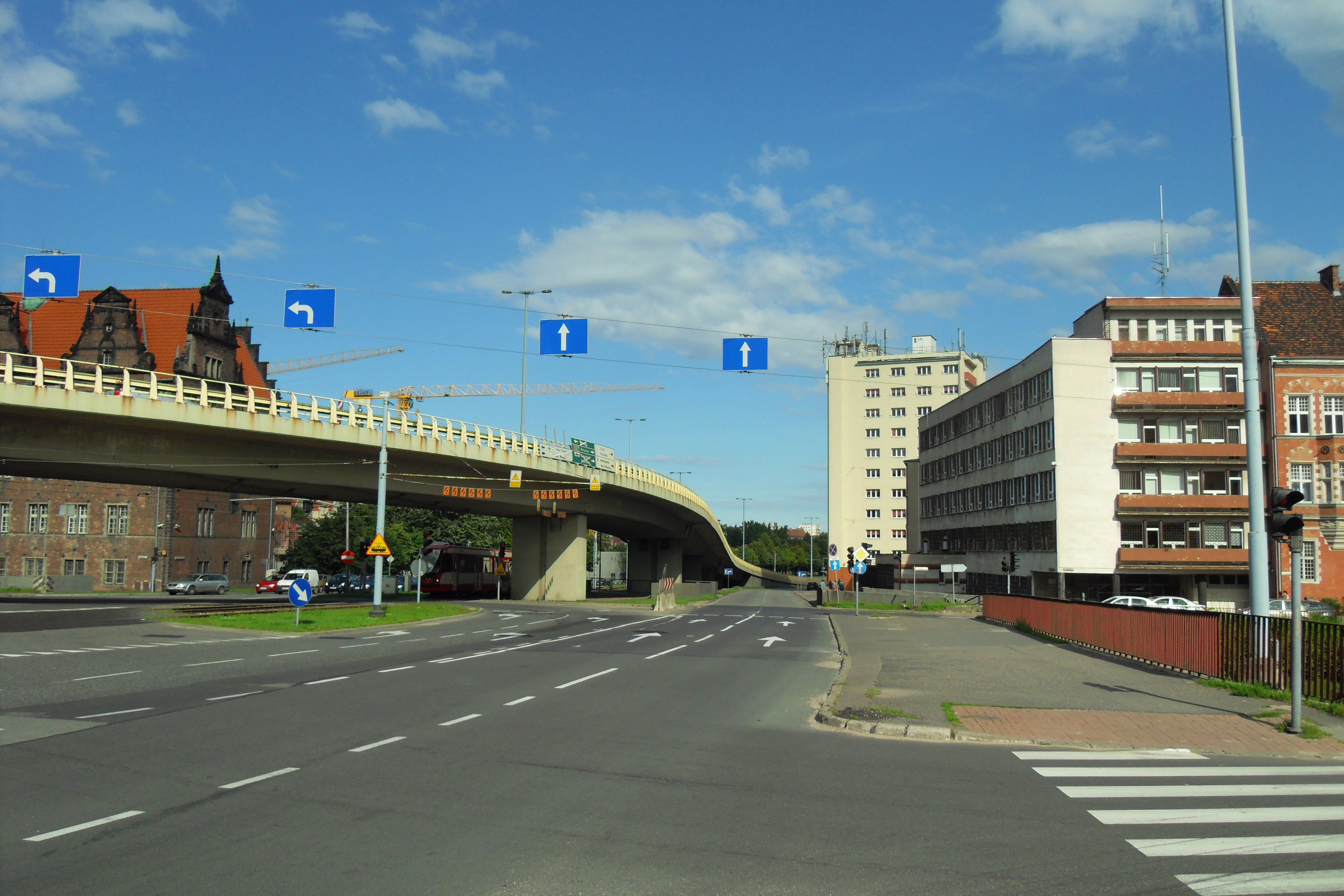
Miejsce po Bastionie Karowym dzisiaj (Węzeł Unii Europejskiej)